# Stephani Victor
Stephani Victor (Ames, 29 agosto 1969) è un'ex sciatrice alpina statunitense paralimpica che gareggia nella categoria LW 12–2, vincitrice di quattro medaglie ai Giochi paralimpici, a Salt Lake City nel 2002, a Torino 2006 e a Vancouver nel 2010.

## Biografia
Nata ad Ames, Iowa, Stephani Victor ha frequentato il liceo a Sewickley, in Pennsylvania, laureandosi successivamente in studi cinematografici presso l'University of Southern California nel 1992.
Stephani Victor ha perso le gambe nel 1995. In piedi davanti ad una casa insieme ad un amico, è stata bloccata contro un'auto da un'automobile fuori controllo che aveva girato nel vialetto. Ha dovuto subire l'amputazione di entrambe le gambe, sottoponendosi a 12 operazioni ricostruttive.

### Vita privata
La sfida continua per mantenere la sua indipendenza l'ha portata dal letto d'ospedale alla ricerca incessante di sport ai quali potersi dedicare. La ricerca l'ha condotta da Marcel Kuonen, l'allora capo allenatore del National Ability Center di Park City, nello Utah. Kuonen, lui stesso un ex corridore dello Swiss Ski Team. Il loro lavoro di squadra e la loro collaborazione si sono trasformati nell'unione anche nella vita privata: el 2004, su un ghiacciaio a Zermatt, in Svizzera, Kuonen ha fatto a Victor la proposta di matrimonio; si sono sposati nel 2005 a Deer Valley, nello Utah.

## Carriera
Nel 2010, alle Paralimpiadi invernali di Vancouver, ha vinto una medaglia d'oro nella supercombinata femminile seduta (con un tempo di 2:40.71) e due argenti, nello slalom (tempo 2:12.63) e nello slalom gigante (in 3:01.78). Nel 2011 e per la maggior parte del 2012, un infortunio al muscolo adduttore e al femore l'ha tenuta fuori dalle attività agonistiche. È tornata alle competizioni, un anno dopo, nel 2013.
Ha partecipato a varie gare della Coppa del Mondo 2016/2017, senza pero salire sul podio. Si è piazzata al 4º posto nello slalom gigante seduta (con un tempo di 2:33.82), 6° in discesa libera seduta (in 1:47.05) e super-G seduta (tempo 1:45.39) e 7° nello slalom speciale seduta (con un tempo di 2:06.64).

## Premi e riconoscimenti
- Sportiva Paralimpica dell'anno, Comitato Olimpico degli Stati Uniti (2009).[3]

## Palmarès

### Paralimpiadi
- 5 medaglie:
  - 2 ori (slalom speciale seduta a Torino 2006); supercombinata a Vancouver 2010)
  - 2 argenti (slalom speciale e slalom gigante a Vancouver 2010)
  - 1 bronzo (discesa libera a Salt Lake City 2002)

### Campionati mondiali
- 7 medaglie:
  - 4 ori (slalom speciale LW10-12 a Wildschönau 2003; slalom speciale, slalom gigante e supercombinata a Pyeongchang 2008)
  - 2 argenti (supergigante LW10-12 a Wildschönau 2003; supergigante seduta a Pyeongchang 2008)
  - 1 bronzo (discesa libera LW10-12 a Wildschönau 2003)